# Jessy Matador
Jessy Kimbangi, más conocido como Jessy Matador (nacido el 27 de octubre de 1983 en París), es un cantante congolés y francés.

## Biografía
Originario de la República Democrática del Congo, Matador comenzó su carrera como bailarín en 2001. Más tarde se unió al grupo "Les Coeurs Brisés", con quien recorrió los Estados Unidos, RD Congo, Reino Unido, Italia y Canadá.
En 2005, decidió crear su propio grupo llamado "La Sélésao" y compuesto por los miembros; Dr.Love, Linho y Benkoff. A finales de 2007, firmaron con Records Oyas antes de firmar con Wagram Records en primavera de 2008.
Lanzaron su primer sencillo "Décalé gwada" en junio de 2008, convirtiéndose en uno de los éxitos de ese verano. El 24 de noviembre de 2008, el grupo lanzó el álbum "African New Style", un híbrido musical de África y el Caribe con influencias de sonidos más urbanos.
En diciembre de 2008, lanzaron su segundo sencillo "Mini Kawoulé".
En febrero de 2010 Matador fue elegido internamente por la televisión francesa para representar a Francia en el Festival de Eurovision de 2010. Matador representó en Oslo el 29 de mayo la canción oficial del mundial de fútbol celebrado en el verano del año 2010 en Sudáfrica. La canción se titula Allez! Ola! Olé!.

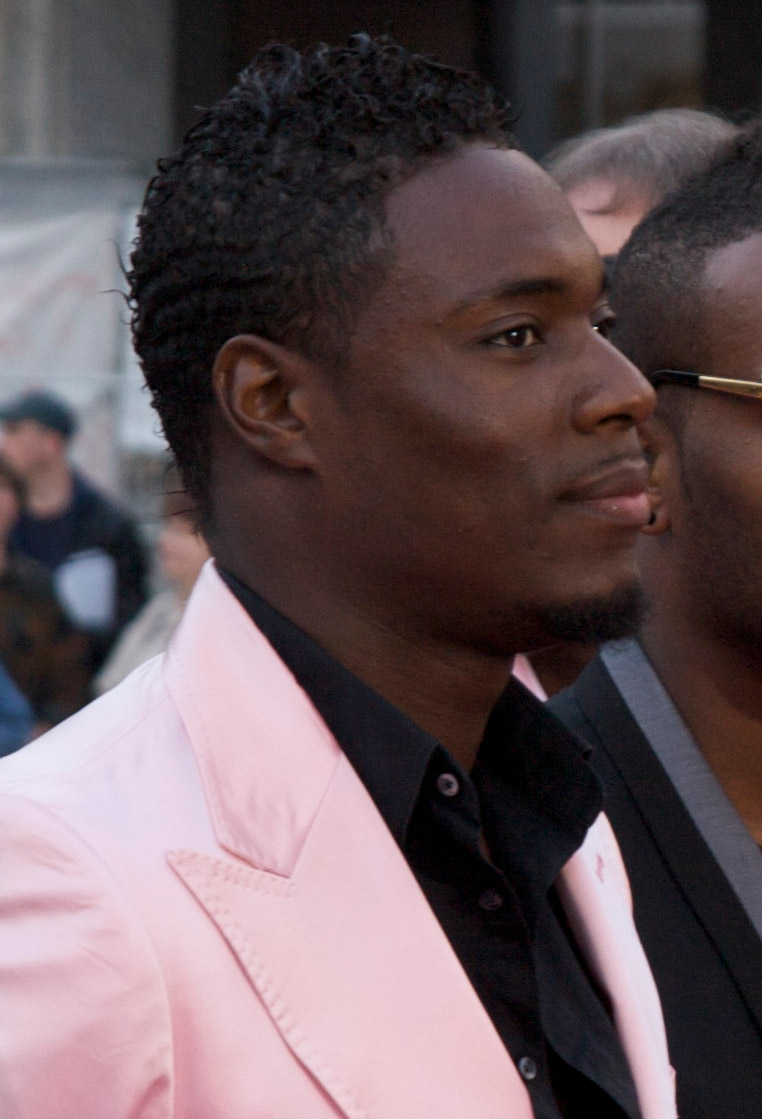
Jessy Matador en Oslo

El disco fue lanzado por la casa discográfica Wagram y el videoclip difundido por todos los canales de France Télévisions. A pesar de que le daban unas malas posiciones en las apuestas finalmente quedó en un puesto 12º con 82 puntos estando por delante de Serbia y por detrás de Rusia.

## Discografía

### Álbumes
| Título            | Álbum                                                                        | Mejor posición |
| Título            | Álbum                                                                        | FRA            |
| ----------------- | ---------------------------------------------------------------------------- | -------------- |
| Afrikan New Style | - Lanzamiento: 24 de noviembre de 2008 - Compañía discográfica: Wagram Music | 93             |
| Electro Soukouss  | - Lanzamiento: 14 de junio de 2010 - Compañía discográfica: Wagram Music     | 42             |

### Sencillos
| Año  | Título                     | Posición           | Posición           | Álbum             |
| Año  | Título                     | Bandera de Francia | Bandera de Bélgica | Álbum             |
| ---- | -------------------------- | ------------------ | ------------------ | ----------------- |
| 2008 | Décalé Gwada               | 14                 | 23                 | Afrikan New Style |
| 2009 | Mini Kawoulé               | 16                 | -                  | Afrikan New Style |
| 2009 | Y'a qu'à demander          | 15                 | -                  | Afrikan New Style |
| 2010 | Allez! Ola! Olé!           | 1                  | 13                 | Electro Soukouss  |
| 2010 | Une affaire de chut        | -                  | -                  | Electro Soukouss  |
| 2010 | Bomba                      | -                  | -                  | Electro Soukouss  |
| 2011 | "Dansez" (con Daddy Killa) | 86                 | -                  | Electro Soukouss  |

| Predecesor: Patricia Kaas con "Et s'il fallait le faire" | Francia en el Festival de Eurovisión 2010 | Sucesor: Amaury Vassili con "Sognu" |